# Exocentrus hageni
Exocentrus hageni är en skalbaggsart som beskrevs av Stefan von Breuning 1958. Exocentrus hageni ingår i släktet Exocentrus och familjen långhorningar. Inga underarter finns listade i Catalogue of Life.